# Ramón Rojas (futbolista)
Ramón Rubén Rojas (1 de agosto de 1979, Tigre, provincia de Buenos Aires, Argentina) es un futbolista argentino. Juega de mediocampista y su club actual es Club Atlético San Martín de San Juan.

## Biografía
Juega de volante. Surgido de las inferiores de Club Atlético Platense. Debutó en ese club en el 1998. Actualmente juega en la categoría B metropolitana en el equipo Tristán Suárez.
- Datos: Q6099996